# 狂歌百物語

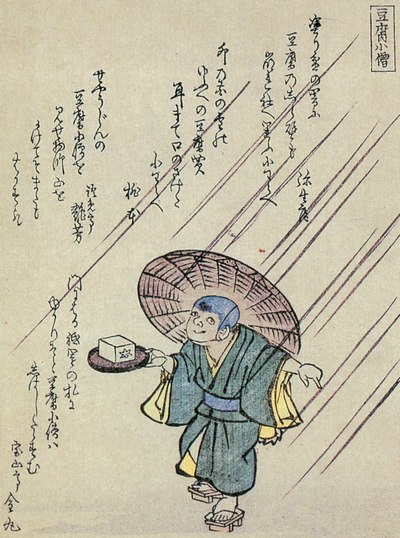
『狂歌百物語』より「豆腐小僧」

『狂歌百物語』（きょうかひゃくものがたり）は、1853年（嘉永6年）に刊行された日本の狂歌絵本。妖怪をテーマとした狂歌に妖怪画の挿絵を添えて構成されたもので、編纂は天明老人、挿絵は竜閑斎（竜斎閑人正澄）による。

## 概要
狂歌は天明時代に隆盛を極め、狂歌に彩色版の挿絵を添えた狂歌絵本が多数刊行された。妖怪もまた狂歌の題材として楽しまれており、狂歌師として名高い大田南畝を中心として、百物語怪談会の手法を真似、計百種類の妖怪について狂歌を詠むという催しが行われていたが、それを再び行うという意図のもとに狂歌を募集し、その中でも優秀な歌のみ編纂したものが本書である。
全96体の妖怪をテーマとした狂歌を、各妖怪ごとに分類・収集し、それぞれに彩色版の妖怪画を添えて収録しており、妖怪図鑑というべき性格も帯びている。本書における妖怪は、狂歌の題材として滑稽な存在、諧謔な存在として扱われており、かつて怪談の主人公として恐怖・畏怖の対象であった妖怪が、江戸中期にかけては娯楽的なキャラクターへと変化していったことが見て取れる。
小泉八雲も本書を所有しており、この中から気に入った狂歌48首を英訳して『ゴブリン・ポエトリー』の題で発表している。この草稿には後に八雲自身による妖怪画を添え、『妖魔詩話』の題で複製出版された。